# Arcadia (Florida)
Arcadia város az USA Florida államában. Lakosainak száma 7420 fő (2020. április 1.).

## Népesség
A település népességének változása:

| 2010 | 7 637 |
| 2020 | 7 420 |